# La Revue française de généalogie
 (février 2018).
La Revue française de généalogie — un temps intitulée La Revue française de généalogie et d’histoire des familles, avant retour au titre d'origine — est une revue bimestrielle française.

## Historique
Cette publication est créée en 1979, et éditée par Martin Média, et consacrée à la pratique de la généalogie, offrant des méthodes et des conseils pour guider les chercheurs dans leurs démarches.
Elle publie chaque année six numéros auxquels s’ajoutent deux numéros spéciaux et un hors-série intitulé Informatique Internet & Généalogie.
Elle compte parmi ses rédacteurs des généalogistes — comme Jean-Louis Beaucarnot ou Pierre-Valéry Archassal —, des historiens, des scientifiques[C'est-à-dire ?] et des archivistes.

## Publications
- Paulette Martin (dir. publ.), « Votre nom n'est pas une énigme », La Revue française de généalogie, Revigny (Jura), Revue française de généalogie,‎ 1987-[199.] (ISSN 1253-8876, BNF 34500866, SUDOC 040251896).
- Jean-Louis Beaucarnot, Frédéric Dumoulin et l'Étude Coutot-Roehrig et la Revue française de généalogie (avec l'aide de), Dictionnaire étonnant des célébrités, Paris, First éditions, 2015, 362 p., 24 cm (ISBN 978-2-7540-7052-2, OCLC 919038086, BNF 44372636, présentation en ligne, lire en ligne ).
- Jean-Louis Beaucarnot, Frédéric Dumoulin (coll.) et l'Étude Coutot-Roehrig et la Revue française de généalogie (avec l'aide de), Le dico des politiques, Paris, l'Archipel, coll. « Archipoche, no 455 » (réimpr. 2017) (1re éd. 2016), 485 p., 23 cm (ISBN 978-2-8098-2052-2, OCLC 988768744, BNF 45144723, SUDOC 196965373, présentation en ligne, lire en ligne ).
- Pierre-Valéry Archassal et Jean-Yves Baxter, 3000 sites internet pour votre généalogie : édition 2023, Paris, La revue française de généalogie, coll. « La Revue française de généalogie. Hors-série  (ISSN 1635-0456), no 67 », 2022, 210 p., 22 cm (ISBN 978-2-35058-417-1, OCLC 1365095880, SUDOC 267254792, présentation en ligne).